# Nagyrábé

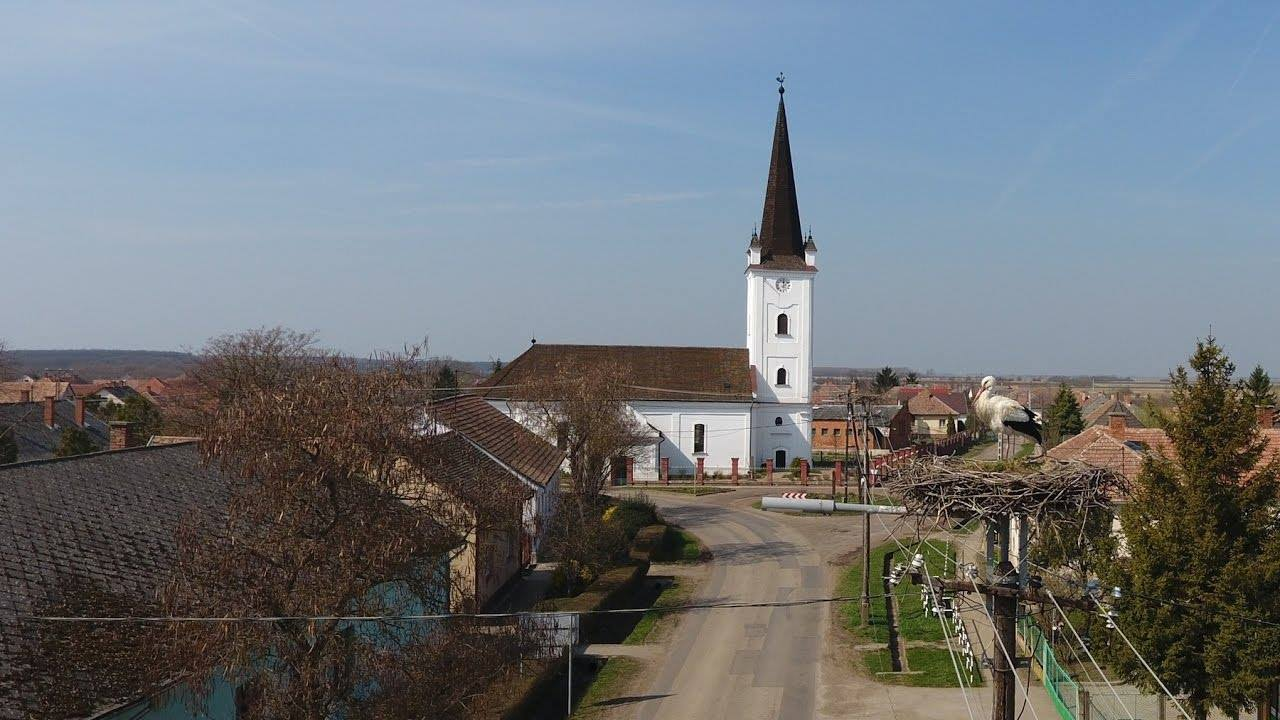

Nagyrábé är en mindre stad i Ungern med 1 957 invånare (2020).